# Transfuzie de sânge

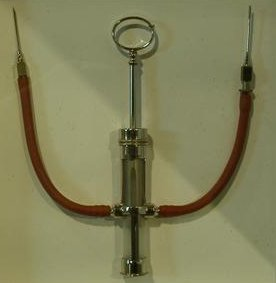
Aparat de transfuzie directă, din timpul celui de al doilea război mondial

O transfuzie de sânge este o operațiune medicală ce constă în injectarea unei perfuzii de sânge sau a unor produse din sânge. În sistemul mondial de sănătate, numai medicii, asistentele medicale și moașele au dreptul de a efectua transfuzii de sânge.

## Istoric

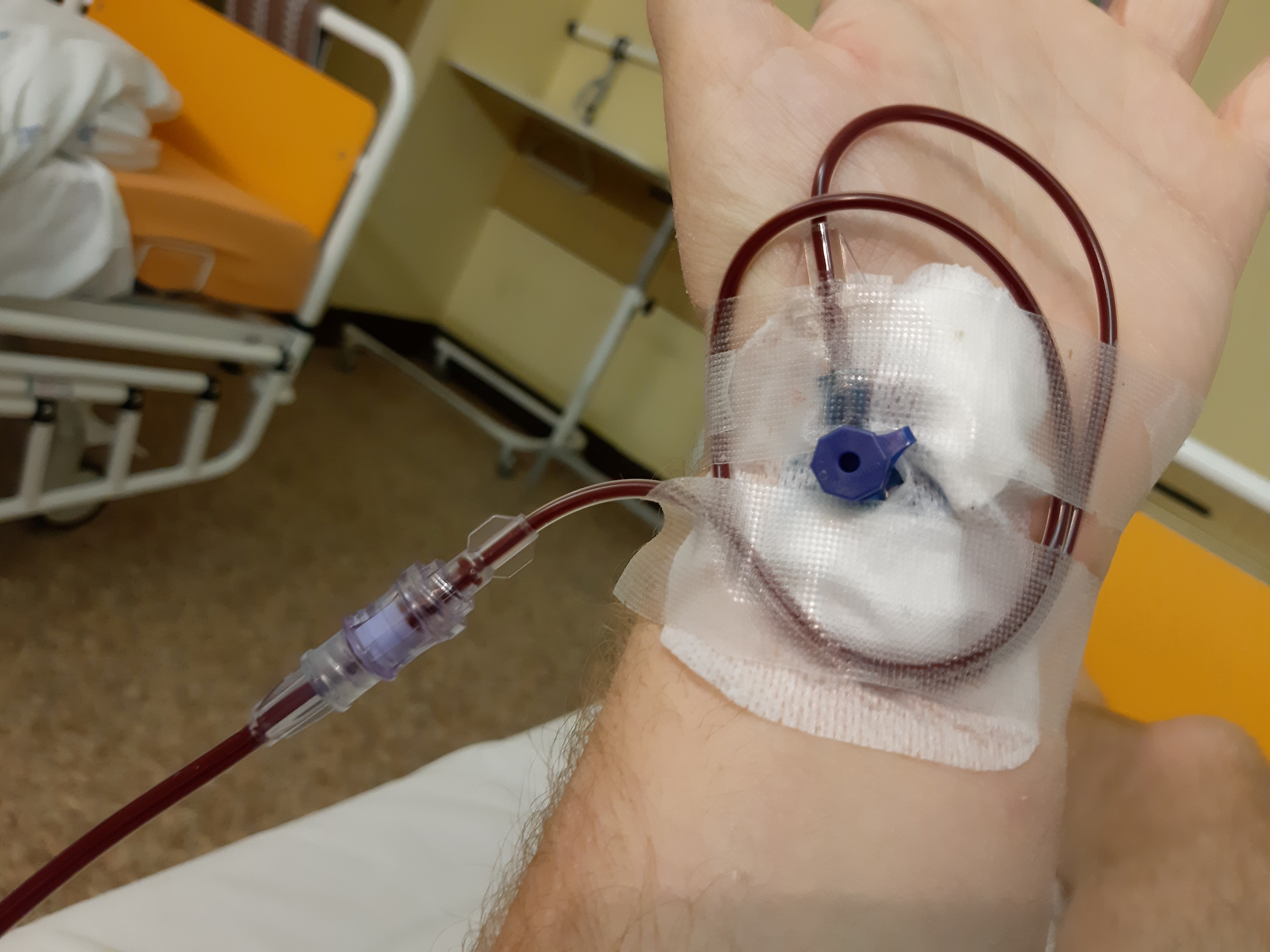
!!! translate.google !!! The patient receives a blood transfusion through the cannula.

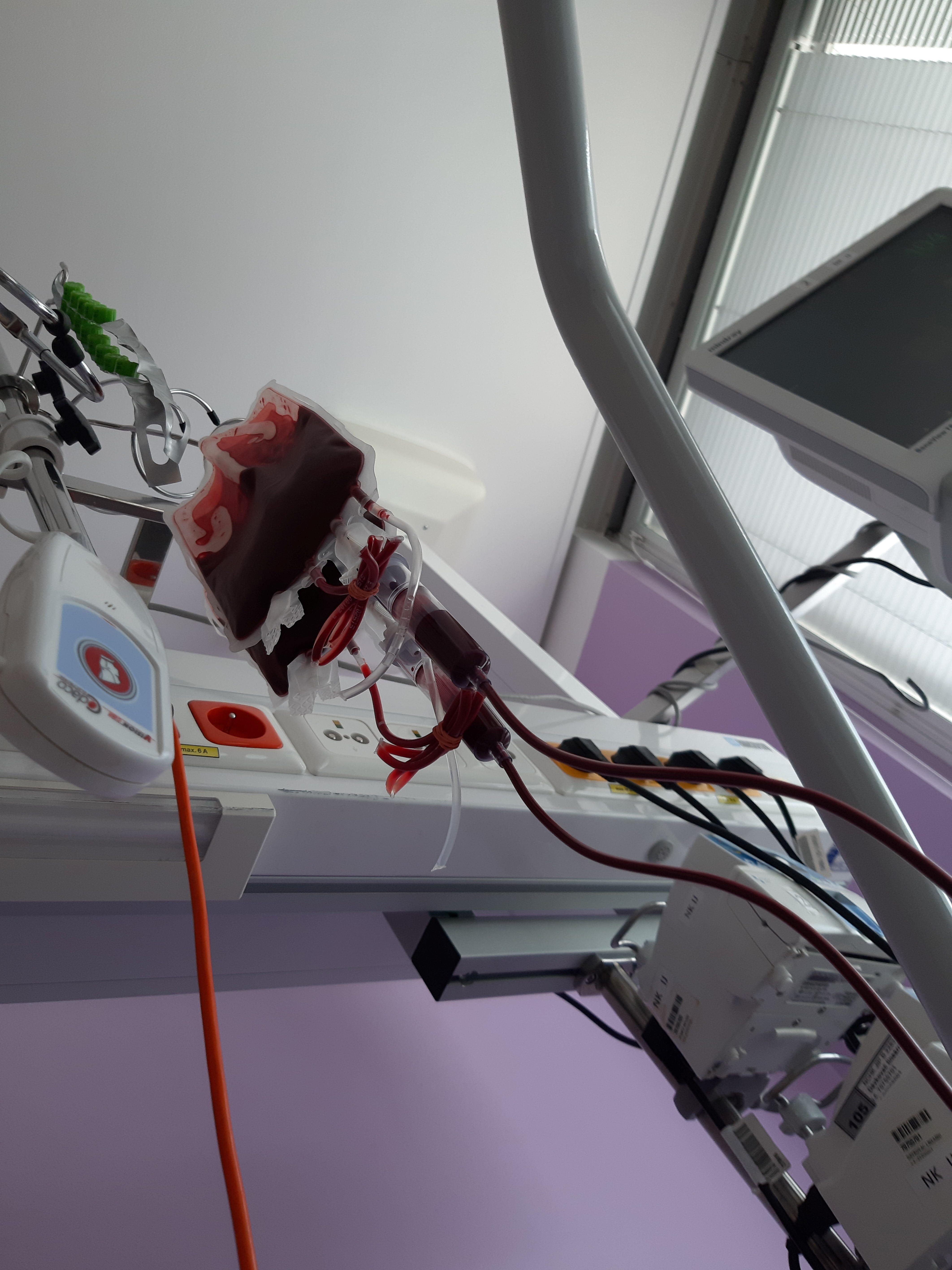
Canned blood during the blood transfusion process.

Transfuziile de sânge au o istorie foarte veche (până în 1918 nu putem vorbi cu adevărat de transfuzie; e ceva ce putem numi "donare de sânge"): ele sunt menționate în istoria Egiptului antic și în Tratatul de anatomie a lui Herophilus. În secolul XVI, Papa Innocent al VIII-lea a urmat un asemenea tratament. De cele mai multe ori, sângele utilizat era de origine animală.
În 1492, papa Innocent al XVIII-lea a urmat primul un tratament consumând celule vii de sânge de trei ori pe zi. Sângele provenea de la 3 băieți de 10 ani. În scurt timp, băieții au murit, fiind urmați de papa.
În 1616, William Harvey, un medic englez, începe a vorbi la lecțiile sale despre circulația sângelui. În 1628, el își face publică descoperirea. Aceasta dovedea că sângele are rolul de a transporta ceva, dar încă nu se știa exact ce anume.
Pe 15 iunie 1667, Jean Baptiste Denis, un medic francez, foarte cunoscut la vremea sa, medicul personal al lui Ludovic al XIV-lea, este primul care injectează, fiind bine documentat, sângele de animal unui om. El injectează sângele unui miel unui băiat de 15 ani care avea febră foarte ridicată. Operațiunea lui Baptiste a reușit, dar acesta, crezând ca tratamentul îl slăbește pe băiat, i-a injectat 9 uncii (300 grame) de sânge arterial de miel. Pacientul s-a vindecat definitiv.
În 1668, Jean Baptiste Denis, prin 2 transfuzii cu sânge de vițel, îl tratează pe Antoine Mauroy, un pacient care suferea de unele tulburări mintale. Mai apoi, acesta avea simptome cunoscute astăzi sub numele de alergie. Denis a decis să facă o treia transfuzie, dar pacientul a murit. Fiind atacat în instanță de văduva lui Mauroy, medicul francez a declarat că transfuzia nu a avut loc din cauza că nu a putut găsi vena, după care este declarat nevinovat. Dar Curtea de la Châtelet a decis ca de acum încolo transfuziile de sânge să fie efectuate doar cu permisiunea medicilor de la Facultatea din Paris. În 1675, Parlamentul a aprobat o lege care limita transfuziile la experimentele pe animale și interzicea efectuarea lor asupra oamenilor.
În 1788 s-a dovedit că un câine slăbit de o pierdere de sânge are nevoie de o transfuzie pentru a fi reanimat. S-a spus că același lucru este valabil și pentru oameni. În acest an s-a descoperit proprietatea sângelui de a transporta oxigenul indispensabil pentru viață.
În 1818 au loc primele transfuzii de la om la om. Sângele de animale nu mai este utilizat din cauza numărului mare de decese. Cu sângele uman se obțin mai multe rezultate frumoase, dar medicii acelei epoci continuă să ignore existența grupelor de sânge.

## Riscurile transfuziei

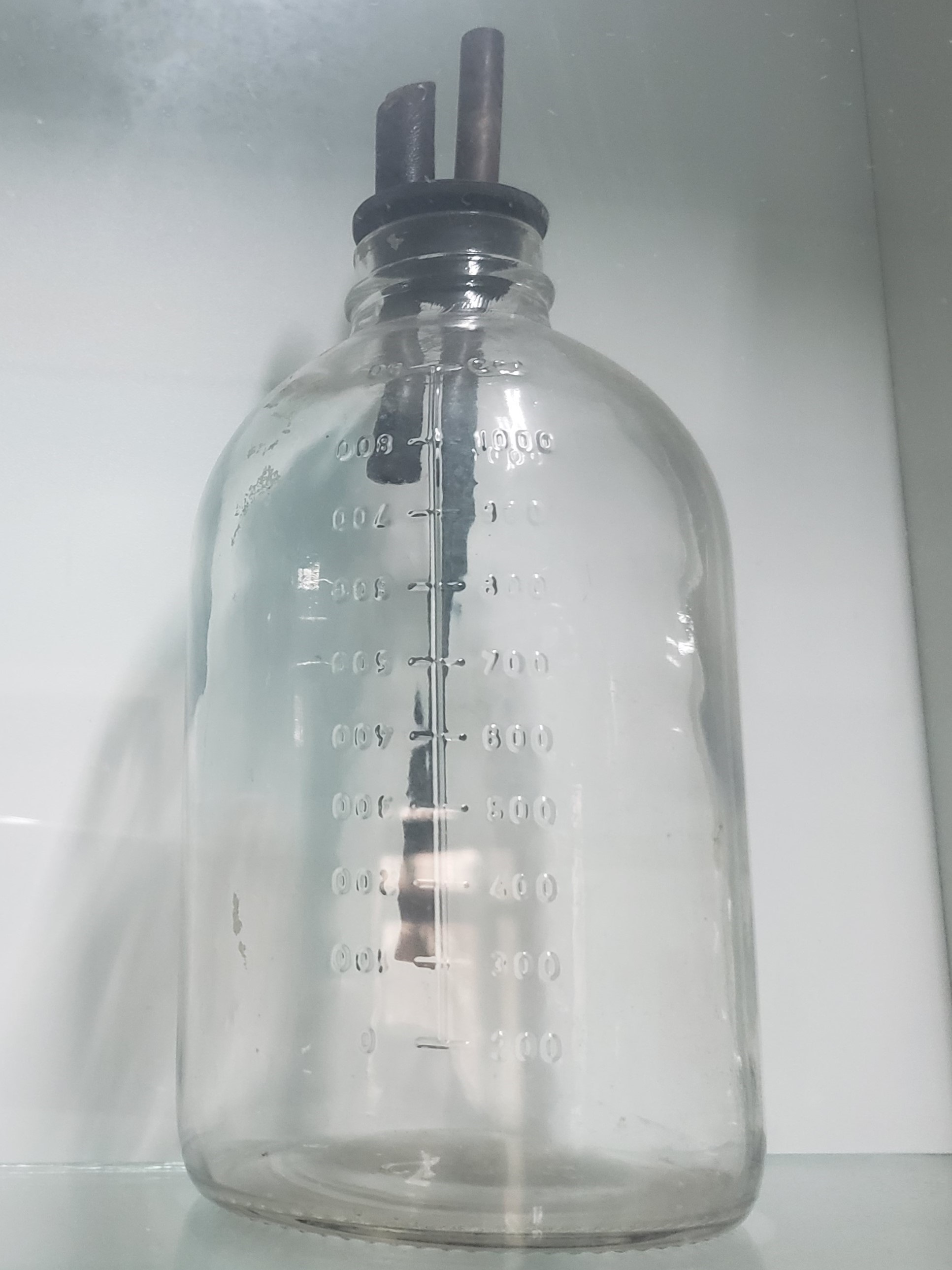
Sticla folosită în metoda antică de transfuzie de sânge.

Deși transfuzia poate fi, uneori, singurul mijloc de salvare a vieții sau de ameliorare rapidă a unei afecțiuni grave, transfuzia prezintă și o serie de riscuri:

### Transfuzia de globule roșii
- Transfuzia de globule roșii (hematii sau eritrocite) comportă riscul apariției unor reacții hemolitice transfuzionale grave.
- Produsele de sânge pot transmite primitorului agenți infecțioși, inclusiv HIV, hepatită B, hepatită C, sifilis, malarie și boală Chagas.
- Orice produs de sânge poate fi contaminat cu bacterii și devine foarte periculos dacă este preparat sau stocat în condiții incorecte.

### Transfuzia de plasmă
Există puține indicații clinice clare pentru transfuzia de plasmă. Riscurile acesteia sunt adesea mai mari decât posibilul beneficiu al pacientului.
- Plasma poate transmite majoritatea infecțiilor prezente în sângele total.
- Plasma poate să declanșeze și reacții transfuzionale.